# Серафим (Шамшин)
Епи́скоп Серафи́м (в миру Серге́й Па́влович Ша́мшев или Шамшин; 17 января 1897, Санкт-Петербург — 17 сентября 1937, Томск) — епископ Русской православной церкви, епископ Томский.

## Биография
Родился в 1897 года в Санкт-Петербурге в дворянской семье. В 1917 году окончил Петроградское реальное училище.
В 1919 году служил в армии генерала Миллера по мобилизации, выполнял обязанности делопроизводителя.
В 1920 году арестован как «чиновник генерала Миллера». Приговорён к 6 месяцам высылки в Архангельск. По окончании срока наказания его выслали в административном порядке в Казань.
3 января 1922 года пострижен в монашество, рукоположён во иеродиакона.
В 1923 году рукоположён во иеромонаха, и назначен в Иоанно-Предтеченский монастырь в Казани.
В 1923 году арестован по обвинению в «контрреволюционной деятельности» и приговорён к 3 годам ссылки на Соловки. Срок отбыл полностью. После этого был направлен этапом на Урал в ссылку на 3 года. Жил в селе Викулово Ишимского района Уральская области. Был освобождён из ссылки 1 февраля 1929 года, но пробыл в Викулове до конца 1930 года,
занимаясь сельским хозяйством.
В 1931 году выехал в село Усть-Ламенка Уральской области, где служил священником.
С 1932 года — иеромонах в Тарусе, Московской области.
16 марта 1936 года в Елоховском соборе в Москве хиротонисан во епископа Читинского и Забайкальского. Хиротонию совершили митрополит Московский и Коломенский Сергий, архиепископ Ржевский Александр (Щукин), епископ Дмитровский Иоанн (Широков), епископ Серпуховский Алексий (Сергеев).
Хиротонии епископов Серафима (Шамшина) и Бориса (Воскобойникова), совершённые в марте 1936 года, стали последними до начала массовых репрессий в отношении духовенства.
Когда он прибыл в Читу, то ему, как ранее судимому, в прописке было отказано, и он выехал в Томск.
С 31 мая 1936 года — епископ Томский.
В ночь с 1 на 2 августа 1937 года епископ Серафим с несколькими священниками и православными мирянами был арестован.
Расстрелян 17 сентября 1937 в Каштачном рву под Томском.